# Simone Ansquer
Simone Ansquer est une écrivaine, femme de lettres française née à La Rochelle en 1960, auteur de plusieurs romans policiers ainsi que de romans dits classiques, se déroulant pour la majorité dans les environs de Quiberon.

## Œuvres
- Dérive sur la presqu’île, Quadri Signe - A.Bargain,2020  (ISBN 978-2-35550-295-8)
- Téviec, le secret, Quimper, Quadri signe-A. Bargain, 2006  (ISBN 2-914532-87-3)
- Aux tours de La Rochelle, Quimper, Quadri signe-A. Bargain, 2007  (ISBN 978-2-35550-010-7)
- Grain de sable à Saint-Pierre Quiberon, Quimper, Quadri signe-A. Bargain, 2009  (ISBN 978-2-35550-042-8)
- Le Mystère de la cathédrale de Vannes, Quimper, Quadri signe-A. Bargain, 2010  (ISBN 978-2-35550-067-1)
- Carnac, les menhirs disparus, Quimper, Quadir signe-A. Bargain 2012  (ISBN 978-2-35550-102-9)
- Nuit d'enfer à Quiberon, Quimper, Quadir signe-A. Bargain, 2016  (ISBN 2355502048)
- 7000 ans sans toi, Groix diffusion, 2017[1],[2]  (ISBN 2374190242)
- Bons baisers de l'Île de Houat, Quimper, A. Bargain, 2017,  (ISBN 978-2-355-50420-4)
- Belle-Île ne répond pas, Quimper, A. Bargain, 2018,  (ISBN 978-2-35550-584-3)
- La Captive de la Ria d’Étel, Quimper, A. Bargain, 2019,  (ISBN 978-2-355-50631-4)